# پرنسس دیزنی: کلکسیون نهایی ترانه‌ها
| بررسی انتقادی | بررسی انتقادی |
| منبع          | رتبه‌بندی      |
| ------------- | ------------- |
| آل‌میوزیک      | [ ۱ ]         |

پرنسس دیزنی: کلکسیون نهایی ترانه‌ها (به انگلیسی: Disney Princess: The Ultimate Song Collection) آلبومی از سال ۲۰۰۴ است که تلفیقی از ترانه‌های مختلف پرنسس دیزنی، از جمله ترانهٔ اصلی «اگر می‌توانی رؤیا کنی» است، که از آن زمان در چندین آلبوم تلفیقی دیگر دیزنی قرار گرفته‌است. این آلبوم در ۲۱ سپتامبر ۲۰۰۴ توسط والت دیزنی رکوردز منتشر شد و به رتبهٔ چهارم در جدول برتر صوتی کودک بیلبورد رسید.

## فهرست ترانه‌ها
1. «اگر می‌توانی رؤیا کنی» - لی سالونگا، جودی کوهن، کریستی هاوزر، سوزان استیونز لوگان، پیج اوهارا و جودی بنسون (۳:۵۰)
2. «بخشی از دنیای تو» - جودی بنسون (از پری دریایی کوچولو) (۳:۱۴)
3. «دنیای کاملاً جدید» - لی سالونگا و برد کین (از علاءالدین) (۲:۴۱)
4. «در اطراف رودخانه» - جودی کوهن (از پوکاهانتس) (۲:۳۰)
5. «رنگ‌های باد» - جودی کوهن (از پوکاهانتس) (۳:۳۴)
6. «روزی شاهزاده من خواهد آمد» - آدریانا کازلوتی (از سفید برفی و هفت کوتوله) (۱:۵۴)
7. "پس این عشق است» - آیلین وودز و مایک داگلاس (از سیندرلا) (۱:۳۲)
8. «رؤیا آرزویی است که قلبت را می‌سازد» - ایلین وودز (از سیندرلا) (۴:۳۶)
9. «روزگاری در یک رؤیا» - مری کاستا و بیل شرلی (از زیبای خفته) (۲:۴۶)
10. «آیا امشب عشق را می‌توانی احساس کنی» - کریستل ادواردز، جوزف ویلیامز و سالی دوورسکی (از شیرشاه) (۲:۵۷)
11. «بل» - پیج اوهارا، ریچارد وایت و گروه کر (از دیو و دلبر) (۵:۰۸)
12. «بازتاب» - لی سالونگا (از مولان) (۲:۲۶)
13. «دختر را ببوس» - ساموئل ای رایت (از پری دریایی کوچولو) (۲:۴۲)
14. «اگر می‌توانی رؤیا کنی» - اشلی گیرینگ (۴:۰۱)